# 仙人部落
『仙人部落』（せんにんぶらく）は、小島功の4コマ漫画。また、それを原作としたテレビアニメ、映画。

## 概要
漫画は1956年10月に『週刊アサヒ芸能』（徳間書店）で連載が開始された。『週刊アサヒ芸能』2014年8月7日号（7月29日発売）にて次号から休載することが発表され、それから8か月半後の2015年4月14日に小島が87歳で逝去したため同号の掲載作が最終回となり、連載終了した。最終的に連載は57年11か月に及び、連載回数は2861回である。この57年11月という連載期間は、日本漫画史上、最長記録である。なお、2013年現在、ギネス世界記録が認定する単一作家による漫画の世界最長連載記録はJim Russellの『The Potts』の連載61年（1940-2001）である。

## ストーリー
仙人たちの住んでいる土地「仙人部落」が舞台になっており、老師（白い髭を生やしていて、よく杖をついている）や青年の仙人・中年の仙人・仙女、「仙人部落」を管轄する警官や代官などが登場し、さまざまな術などを使って生活している「仙人たち」の日常がコント風に描かれている。エロチック・お色気な描写が主体である一方、基本はナンセンスなギャグ展開が多く見られる。
小島は本作品の単行本に寄せた序文において「この漫画はコントの作法です」と述べており、スピーディーなアイデアの飛躍に重点を置いていたという。

## テレビアニメ
1963年9月4日-1964年2月23日までフジテレビ系列で放送。全23話。初期の日本のテレビアニメである。第8話までは水曜日23:40 - 23:55（JST、以下同）、第9話以降は日曜日22:30 - 22:45に放送。当時のアニメとしてはかなり遅い時間に放送されており、特に第8話までは深夜枠だった為に日本最古の深夜アニメとされる。また、4コマ漫画で初めてテレビアニメ化した作品でもある。

### 制作の経緯
当初はクラリオンをスポンサーに深夜枠でお色気番組ができないかという話になり、日劇ミュージックホールのショーを15分枠で構成しようと企画が進んでいた。日劇と交渉したところ、テレビで生身のお色気ものは限界があるということでアニメーションでの放送に変更された。当時の制作環境から考えて毎週15分のフルアニメーションでは厳しいとの理由からリミテッドアニメーションでどうにかいけないかと検討したところ、アサヒ芸能に連載されていた『仙人部落』に決まったという。アニメとはいえ、当時はテレビのお色気に対する規制が厳しく、PTAのような団体からも苦情が寄せられていた。一方で番組は好評で人気もあり、バーのマダムなどにも受けがよかったという。

### スタッフ
- 演出：金子重治
- 脚本：早坂暁、キノトール
- 制作：TCJ

### 登場人物・声の出演
- 老師：三遊亭百生
- 市川翠扇
- 花柳喜章
- 小海智子
- 滝口順平
- 永井一郎
- 文部おさむ

### 主題歌
- OP「仙人部落のテーマ」（作詞：キノトール　作曲：山下毅雄　歌：スリーグレイセス）

DVD-BOX、ビデオ「エイケンTVアニメグラフィティ」、主題歌集ビデオ等の映像ソフトに本作のオープニングとして収録されている映像は、本来サブタイトルが表示される本編冒頭部分に「仙人部落」の電子テロップを重ねたもので、本放送当時のオープニング映像はビデオソフト化されていない。
主題歌の音源自体はCD「ジャイアントロボ～ルパン三世 山下毅雄の全貌 Mission1 -アニメ特撮編-」、「エイケン・アンソロジー 1963〜1972」等に収録されている。

### 各話リスト
| 話数   | サブタイトル                                     | 放送日        |
| ------ | ------------------------------------------------ | ------------- |
| 第1話  | スタミナアンプルの巻                             | 1963年 9月4日 |
| 第2話  | 風鈴の巻                                         | 9月11日       |
| 第3話  | チャールストンの巻                               | 9月18日       |
| 第4話  | 陽気なユーレイの巻 （DVDでは「陽気な幽霊の巻」） | 9月25日       |
| 第5話  | ヴィーナスの巻                                   | 10月2日       |
| 第6話  | SEXの巻                                          | 10月9日       |
| 第7話  | おとぎばなしの巻                                 | 10月16日      |
| 第8話  | 消ゴムの巻 （DVDでは「消しゴムの巻」）           | 10月30日      |
| 第9話  | 鳥の巻                                           | 11月3日       |
| 第10話 | 星の話の巻                                       | 11月10日      |
| 第11話 | 浮気の巻                                         | 11月17日      |
| 第12話 | 魔女の巻                                         | 11月24日      |
| 第13話 | 雪の巻                                           | 12月1日       |
| 第14話 | 結婚記念日の巻                                   | 12月8日       |
| 第15話 | 正月の巻                                         | 12月15日      |
| 第16話 | 旅の若者の巻                                     | 12月22日      |
| 第17話 | 札の巻                                           | 1964年 1月5日 |
| 第18話 | なくて七くせの巻                                 | 1月19日       |
| 第19話 | 三匹の狐の巻                                     | 1月26日       |
| 第20話 | 鬼の話の巻                                       | 2月2日        |
| 第21話 | 春の足音の巻                                     | 2月9日        |
| 第22話 | 本日の運命の巻                                   | 2月16日       |
| 第23話 | 映画鑑賞の巻                                     | 2月23日       |

1963年10月23日は第６話「SEXの巻」を再放送した。

### 放送局
- フジテレビ（制作局）：水曜 23:40 - 23:55（第8話まで） → 日曜 22:30 - 22:45（第9話以降）
- 札幌テレビ：木曜 22:15 - 22:30[9]
- 青森放送：日曜 23:15 - 23:30[10]
- 山形テレビ（1970年に放送）：火曜 22:45 - 23:00[11]
- 仙台放送：日曜 22:30 - 22:45[12]
- 福島テレビ：木曜 23:15 - 23:30（1964年4月 - 7月） → 水曜 23:15 - 23:30（1964年8月）[13]
- 北陸放送（1967年に放送）：水曜 11:15 - 11:30[14]

### ビデオソフト化・再放送
- 1984年に東映ビデオから発売された、歴代TCJ・エイケン作品を1話ずつ収録したビデオソフト「エイケンTVアニメグラフィティ3」に、「宇宙少年ソラン」、「忍風カムイ外伝」、「スカイヤーズ5」と共に本作の第4話「陽気なユーレイの巻」と第5話「ヴィーナスの巻」が収録された。
- 2007年11月10日、フジテレビ721の番組「昭和アニメ伝説 〜テレビアニメの夜明け・エイケン〜」内で第5話[15]「ヴィーナスの巻」が放送された。同番組では「おとぎマンガカレンダー」も1話分放送された。
- 2015年9月25日に株式会社ベストフィールド（販売元：TCエンタテインメント）からDVD-BOXが発売された[16]。フィルムの現存が確認されていない第12話・第19話を除いた計21話を収録。

### ネット配信
- YouTubeの「エイケン公式チャンネル」で、2023年1月11日から同年10月24日まで隔週水曜18:00（JST）より無料配信が行われた（ニュープリント。先述の第12話・第19話は除く）。第1話は常時（全話配信終了後も）、第2話以降は2週間の期間限定。

配信期間（全て2023年）
| 話 | 第1回配信          | 第2回配信        | 第3回配信           |
| -- | ------------------ | ---------------- | ------------------- |
| 1  | （常時）           | 5月3日 - 5月16日 | 10月11日 - 10月24日 |
| 2  | 1月11日 - 1月24日  | 5月3日 - 5月16日 | 10月11日 - 10月24日 |
| 3  | 1月18日 - 1月31日  | 5月3日 - 5月16日 | 10月11日 - 10月24日 |
| 4  | 2月01日 - 2月14日  | 5月3日 - 5月16日 | 10月11日 - 10月24日 |
| 5  | 2月15日 - 2月28日  | 5月3日 - 5月16日 | 10月11日 - 10月24日 |
| 6  | 3月01日 - 3月14日  | 5月3日 - 5月16日 | 10月11日 - 10月24日 |
| 7  | 3月15日 - 3月28日  | 5月3日 - 5月16日 | 10月11日 - 10月24日 |
| 8  | 3月29日 - 4月11日  | 5月3日 - 5月16日 | 10月11日 - 10月24日 |
| 9  | 4月12日 - 4月25日  | 5月3日 - 5月16日 | 10月11日 - 10月24日 |
| 10 | 4月26日 - 5月16日  | 5月3日 - 5月16日 | 10月11日 - 10月24日 |
| 11 | 5月17日 - 5月30日  |                  | 10月11日 - 10月24日 |
| 13 | 5月31日 - 6月13日  |                  | 10月11日 - 10月24日 |
| 14 | 6月14日 - 6月27日  |                  | 10月11日 - 10月24日 |
| 15 | 6月28日 - 7月11日  |                  | 10月11日 - 10月24日 |
| 16 | 7月12日 - 7月25日  |                  | 10月11日 - 10月24日 |
| 17 | 7月26日 - 8月08日  |                  | 10月11日 - 10月24日 |
| 18 | 8月09日 - 8月22日  |                  | 10月11日 - 10月24日 |
| 20 | 8月23日 - 9月05日  |                  | 10月11日 - 10月24日 |
| 21 | 9月06日 - 9月19日  |                  | 10月11日 - 10月24日 |
| 22 | 9月20日 - 10月3日  |                  | 10月11日 - 10月24日 |
| 23 | 10月4日 - 10月24日 |                  | 10月11日 - 10月24日 |

| フジテレビ 水曜23:40枠                                         | フジテレビ 水曜23:40枠            | フジテレビ 水曜23:40枠                   |
| 前番組                                                         | 番組名                            | 次番組                                   |
| -------------------------------------------------------------- | --------------------------------- | ---------------------------------------- |
| 海外ニュース 【水曜23:55枠へ移動】                             | 仙人部落 （1963年9月-1963年10月） | 海外ニュース 【水曜23:55枠から再び移動】 |
| フジテレビ 日曜22:30枠                                         |                                   |                                          |
| ダイヤモンド・グローブ ※21:45-22:45 【45分繰り上げ、15分縮小】 | 仙人部落 （1963年11月-1964年2月） | 巴里の唄                                 |

## 映画
1961年2月8日に新東宝より『風流滑稽譚 仙人部落』（ふりゅうこっけいたん せんにんぶらく）のタイトルで公開された。実写映画。モノクロ、シネマスコープ。

### あらすじ
服飾デザイナー・内木天兵は大森安治に仕事の名誉も恋人も奪われ、世をはかなんで熱海の錦ケ浦に飛び込む。気がつくとそこは仙人の世界で、天兵は仙人の長老・名鏡仙人の弟子になり仙人の仲間入りをする。天兵が開発した「七色のパンティー」が女仙たちに大流行となるが。男の仙人たちは怒って天兵を追放することを議決。仙人界から落とされた天兵は病院の一室で眼を覚ます。退院した天兵は以前の気弱な青年ではなく、希望に溢れた明るい青年になっていたのだった。

### 制作時の背景と評価
この映画公開当時の新東宝は、東宝争議以来のストライキと、団体交渉による大蔵貢社長退陣を経て、「エンド・マーク寸前に危うく「再建」というシークェンスに入ることが出来た」ところで、「恐るべき乏しさの中で苦闘している」状態にあった。その様な背景を踏まえ、鶴見俊輔は本作を、新東宝だからこそ作り得た「切実な状況から生まれた夢」と評し、本作の主題を「夢の現実性を信じ、この現実性のなかにたっぷりと自分をひたして心をひろくして、社会にたちむかうならば、社会の壁もゆるぎ、ひらく」ということ、としている。そして、「空腹な会社がもっともゆたかな夢をそだて、夢に自分をひたすことをとうして自分を強くするという会社の再生の転機を自ら語る物語である」と論じ、「この映画は、掛値なしのすぐれた作品である」「『仙人部落』をほめても、ほめすぎにはならないと思う」と高く評価している。

### スタッフ
- 監督：曲谷守平
- 企画：中塚光男
- 脚本：松本功
- 撮影：吉田重業
- 美術：黒沢治安
- 音楽：三保敬太郎

### キャスト
- 内木天兵：沼田曜一
- 松山秋子・秀麗：大空真弓
- 松山種庄・部落長：九重京司
- 松山照子・三姐：花岡菊子
- トモ子・豚玲：橘恵子
- 大森安治・孫瑞奉：人見明
- 近藤洋子・二姐：三条魔子
- 鬼山重太・羅貫中：御木本伸介
- 重太の妻・丁玲：山下明子
- 医者・名鏡仙人：左卜全
- 洗濯屋の小僧・小毛：丸山明宏
- 内木運兵・趙雪子：鈴木信二
- 内木のり子・巧々：山村邦子
- 奈良山大吉・王大夫署長：菅原文太
- 雑誌記者・税務所役人：杉山弘太郎
- マダム・マヤ：小畠絹子

## オリジナルビデオ
仙女一夜（3部作）として小島功の漫画「仙人部落」を、女優の葉山レイコ主演で実写化。仙女界からやって来た娘が、人間界と行き来するために修行に励む姿をエッチに描いたコメディ。
- 仙女一夜 PART 1 仙女界から来た娘（1989年2月25日、J.V.D.）[20]
- 仙女一夜 PART 2 花嫁修行はお好き?（1989年3月25日、J.V.D.）[21]
- 仙女一夜 PART 3 お固い方の桃色ショック（1989年4月25日、J.V.D.）[22]